# 135 هـ
135 هـ هي سنة في التقويم الهجري امتدت مقابلةً في التقويم الميلادي بين سنتي 752 و753.

## مواليد
- عبد الرحمن بن مهدي
- شعيب بن الليث بن سعد
- إسحاق بن الفرات، قاضي وفقيه الديار المصرية.
- أمان بن الصمصامة نحوي قيرواني مغربي

## وفيات
- عبد الله بن أبي بكر بن محمد بن عمرو بن حزم
- زياد بن صالح الحارثي
- سليمان بن كثير الخزاعي
- يحيى بن محمد العباسي
- يونس الكاتب